# Strobilomyia melania
Strobilomyia melania är en tvåvingeart som först beskrevs av Ackland 1964.  Strobilomyia melania ingår i släktet Strobilomyia och familjen blomsterflugor. Arten har ej påträffats i Sverige. Inga underarter finns listade i Catalogue of Life.